# Podócito
Podócitos são células do epitélio visceral dos rins que formam um importante componente da barreira de filtração glomerular, contribuindo para a seletividade de tamanho e mantendo uma superfície de filtração massiva.
A principal função dos podócitos é restringir a passagem de proteínas do sangue para a urina. A passagem de proteínas do sangue resulta no aumento do teor de proteínas na urina (proteinúria), evidente, entre outros aspectos, pela aparência 'espumante' da urina liberada pelo organismo. 
Algumas doenças que afetam os podócitos, como por exemplo, a glomerulonefrite por lesões mínimas e a glomeruloesclerose segmentar e focal familial são caracterizadas por proteinúria intensa, justamente pela lesão da barreira podocitárias às proteínas.